# Ihlewitz
Ihlewitz là một đô thị thuộc huyện Mansfeld-Südharz, Sachsen-Anhalt, Đức. Đô thị Ihlewitz có diện tích 9,29 km², dân số thời điểm ngày 31 tháng 12 năm 2006 là 343 người.